# Zelenîi Klîn, Baștanka
Zelenîi Klîn (în ucraineană Зелений Клин) este un sat în comuna Novopavlivka din raionul Baștanka, regiunea Mîkolaiiv, Ucraina.

## Demografie
Componența lingvistică a localității Zelenîi Klîn
     Ucraineană (93,85%)
     Rusă (3,08%)
     Română (1,54%)
     Belarusă (1,54%)
Conform recensământului din 2001, majoritatea populației localității Zelenîi Klîn era vorbitoare de ucraineană (93,85%), existând în minoritate și vorbitori de rusă (3,08%), română (1,54%) și belarusă (1,54%).